# 郡家村 (香川県)
郡家村（ぐんげそん）は、香川県仲多度郡にあった村。

## 歴史
- 1890年2月15日 - 町村制施行に伴い、那珂郡郡家村、三條村が合併し、郡家村が発足。
- 1899年4月1日 - 那珂郡が多度郡と合併し、仲多度郡となる。
- 1954年10月17日 - 丸亀市に編入合併。同日付で郡家村を廃止。